# Römisches Verfassungsrecht
Das Römische Verfassungsrecht ist der Kern der normativen Ordnung des Römischen Reiches und behandelt dessen staatsrechtliche Handlungsgrundlagen und Regeln auf Ebene der höchsten politischen Ämter in der Zeit zwischen dem 8. Jahrhundert v. Chr. und dem 7. Jahrhundert n. Chr. Betroffen sind davon vornehmlich die leitenden Amtsführer der jeweiligen Epochen, zunächst die Könige, dann die Konsuln und Prätoren, später die Kaiser. Daneben ist das Recht der unter den Konsuln stehenden Magistrate bedeutsam, die innerhalb der Ämterlaufbahn, dem cursus honorum, liegen. Außerhalb der Ämterlaufbahn werden als verfassungsrechtliche Hoheitsträger ganz besonders der römische Senat und das Amt des Diktators erfasst. Der Senat nahm im römischen Verfassungsleben eine permanent aktive Rolle ein, wobei seine anfänglich sehr hohe Autorität im Laufe der Zeit zunehmend untergraben wurde. Andere Ämter entstanden und erloschen. Ebenfalls außerhalb der Ämterlaufbahn standen die Volksversammlungen und die Volkstribunen. Empirisch und soziologisch ist zudem von Bedeutung, dass die Verfassungswirklichkeit, der tatsächliche Umgang mit den normativen Vorgaben, Abweichungen in den Entscheidungsabläufen bereithielt. Eine schriftliche Verfassungsurkunde gab es nie.
Die römische Verfassungsgeschichtsschreibung gilt bezüglich der Zeitalter der Königszeit und weitgehend auch der Republik als sehr unsicher. Die Quellen der erhaltenen Überlieferungen und die Art, wie diese benutzt wurden, werfen häufig Fragen der Glaubwürdigkeit auf. Im günstigen Falle liegen uralte Berichte vor, die mündlich überliefert und trotz möglicherweise vieler Ausschmückungen grundsätzlich authentisch sind. Im ungünstigen Falle lehnen sich Erdichtungen oberflächlich an tatsächliche Ereignisse an, liefern damit jedoch keinerlei Bestimmtheit und Gewähr. Geschichtsschreiber, die die Republik als Weiterentwicklung des Königtums und die Konsuln als Nachfolger der Könige sehen, haben die staatsrechtlichen Verhältnisse entweder rekonstruiert oder einer im Volksbewusstsein lebendig vorherrschenden, alten Überlieferung entnommen, die während der Republik geändert und ausgeschmückt worden sein mag, sodass es sich durchaus um falsche Erzählungen handeln kann, die jedoch das alte Recht richtig widerspiegeln. Die frühe Kaiserzeit ist ordentlich, die späte Kaiserzeit gut bezeugt.
Im Gegensatz zum römischen Zivilrecht, das eine umfangreiche Rezeptionsgeschichte aufweist, wurde römisches Staatsrecht in der Folgezeit nur insoweit aufgenommen und fortentwickelt, als es mit den mittelalterlichen (in Deutschland spätmittelalterlichen) Verfassungszuständen vereinbar war und der Ämterverfassung gerecht wurde. Die Mehrheit der öffentlichrechtlichen Texte des ab der Zeit der Glossatoren vornehmlich rezipierten „Werks des Corpus iuris“ schied entweder aus Gründen von Unstimmigkeiten aus oder es erfolgten vollständige Umdeutungen der Inhalte. Die verbliebenen Texte dienten dem staufischen Universalkaisertum, dann dem westeuropäischen Königtum und letztlich dem deutschen Territorialfürstentum zur Formulierung eigener imperialer Souveränitätsansprüche. Sie forderten in diesem Zusammenhang auch das Gesetzgebungs- und Rechtsprechungsmonopol für sich ein. Den modernen Amts- und Gesetzesbegriffen wurde so der Weg bereitet.

## Verfassungsrechtliche Einteilungen
Nach vorherrschender Auffassung der Rechtshistoriker wird der römische Machtbereich verfassungsgeschichtlich in vier Zeitabschnitte unterteilt. Üblicherweise liegt der Darstellung die Abfolge von unterschiedlichen Staatsformen als Einteilungskriterien zugrunde. Diesen soll gefolgt werden. Danach repräsentierte von 753 bis 510/509 v. Chr. zunächst die überwiegend legendäre Römische Königszeit die Herrschaftsverhältnisse in Rom. Ihr folgte, vermittelnd wird das Jahr 509 v. Chr. als deren Beginn genannt, unter Ablösung der monarchischen Struktur die Römische Republik. Sie war aristokratisch geprägt und bezog zunehmend demokratische Züge mit ein. 27 v. Chr. überführte Augustus die Republik in das Zeitalter des Prinzipats, der begrifflich synonym für frühe und hohe Kaiserzeit verwendet wird. Der Prinzipat beendete die jahrzehntelangen innenpolitischen Kämpfe, aus denen die Kräfte der aristokratischen Republik als Verlierer hervorgegangen waren. Die Bemühungen Sullas, etwas später Caesars, für geordnete Verhältnisse im Rahmen einer umfassend eingeräumten Diktatur zu sorgen, katalysierten den Staatsnotstand nur, denn die Republik ließ sich nicht wunschgemäß „wiederherstellen“. Der Beginn eines Systemwechsels hin zur Aufrichtung des Kaisertums ist in der Forschung daher grundsätzlich unstrittig. Schwieriger ist dann der Endpunkt der Kaiserzeit zu bestimmen. Eine Vielzahl von Ereignissen lässt theoretisch eine ebensolche Vielzahl von verfassungsrechtlich denkbaren Zäsuren zu.
Überwiegend verständigt sich die Forschung heute darauf, dass mit Diokletian ab 284 n. Chr. die Epoche der Spätantike (in der älteren althistorischen Forschung auch als Dominat bezeichnet) begann. Prinzipat und späte Kaiserzeit waren gleichermaßen monarchisch, gleichwohl begründet sich die Trennung verfassungsrechtlich aus der andersartigen Struktur der Kaisergewalt. Das Kaisertum der frühen Periode war – bei aller Gewalt über die Untertanen – stark an das Recht gebunden, wohingegen der spätantike Kaiser sich selbst als Gesetzgeber verstand und sich von allen rechtlichen Bindungen befreit sah. Dies kam in einem beträchtlich ansteigenden Bedürfnis zur Abfassung von Kaiserkonstitutionen zum Ausdruck. Die Bestimmung des Ausklangs der Spätantike stellt die Forschung erneut vor (noch größere) Schwierigkeiten. Zumeist koinzidiert das Ende der Spätantike aber mit dem Ende die Regierungszeit Justinians I. Justinian war der letzte Kaiser, der den ernsthaften Versuch unternahm, die Einheit des Reiches wiederherzustellen, indem er unter anderem das klassische Recht „einsammelte“ und kompilierte. 
Zwischen dem Zwölftafelgesetz (frühe Republik) und dem knapp eintausend Jahre später entstandenen Corpus iuris (Spätantike) gab es durchaus Kodifikationsversuche. Dazu schickte sich Caesar an, sein Tod kam seinem Verfassungsprojekt allerdings zuvor. 130 n. Chr. ließ Kaiser Hadrian die gesamte Rechtsprechung aller Gerichtsmagistraten redigieren und untermauerte sie mit endgültigen prozessrechtlichen Festschreibungen. Theodosius II. erließ den Codex Theodosianus, mit dem er jedoch nur die Novellen einzusammeln im Stande war, die bis zu 125 Jahre in die Vergangenheit zurückreichten. Vornehmlich wurde mit Einzelgesetzen auf sich aufmerksam gemacht. Sie resultierten häufig aus unzureichenden Möglichkeiten der Auslegung verschiedener Gesetze und Materien der XII Tafeln. Einzelne Lücken sollten durch die Aktivitäten geschlossen werden.
An einer Einteilung des Verfassungsrechts nach epochalen Gesichtspunkten gab es Kritik.
Aus politologischer Sicht wird angeführt, die Königszeit und die Republik präge dem Grunde nach ein gemeinsamer und kontinuierlicher Entwicklungsprozess. Eine Abgrenzung ließe sich sinnvoller nach prägenden rechtlichen und gesellschaftlichen Ereignissen vornehmen, die tatsächliche Veränderungen herbeigeführt hätten. Ab 367 v. Chr. werde nämlich deutlich, dass sich ein ursprünglich patrizischer Adelsstaat zu einer patrizisch-plebeischen Nobilität gewandelt habe. Ausschlaggebend dafür seien die langen Standeskämpfe zwischen Patriziern und Plebejern gewesen, die letzteren schlussendlich nachhaltige Vorteile eingebracht hätten. Begonnen habe dieser Wandlungsprozess bereits mit den Kodifikationen des Zwölftafelgesetzes (um 450 v. Chr.) und der lex Canuleia (445 v. Chr.), dem ein Ausmarsch des Volkes vorangegangen war. Dadurch hätten die Plebejer im zivilrechtlichen Bereich erste Anerkennung erfahren, um den großen Durchbruch 367 v. Chr. mit dem entscheidenden aller Ausmärsche zu erleben, mit der erreicht worden sei, dass die leges Liciniae Sextiae auf den Weg gebracht werden konnten, ein Gesetzespaket, das den Plebejern zusicherte, dass sie Zugang zu den wichtigsten Magistraten, dem Konsulat und der Praetur bekommen würden und damit unmittelbare Beteiligung an den Staatsgeschäften. Dieses rechtliche Zugeständnis wiederum habe nicht nur den Ständekonflikt beendet, sondern die Entwicklung der sich anschließenden Staatsverfassung selbst entscheidend vorangetrieben.
Unter sozial- und wirtschaftsgeschichtlichen Gesichtspunkten wird häufig zwischen einer bauernstaatlichen und einer imperialen Phase Roms unterschieden. Bis Mitte des 3. Jahrhunderts v. Chr. sei Rom ein allein bäuerlich geprägter Gemeindestaat gewesen. Dieser Staat habe seine Regelungen aus lang erprobtem (longa et invertata consuetudo) und unbestrittenem (consensus omnium) Gewohnheitsrecht bezogen, sowie der Väter heiligen Sitte, mos maiorum. Regeneriert habe er sich, indem veraltete oder nicht angewendete Rechtsvorstellungen losgelassen wurden. An diesen archaischen Bauernstaat habe sich die Zeit des Imperialismus angeschlossen, die von hegemonialer Weltherrschaft bestimmt war und bis etwa Ende des 3. Jahrhunderts n. Chr. andauerte.

## Abgrenzung zum Privatrecht
Gegenüber dem vielbeachteten römischen Privatrecht, war das Verfassungsrecht weitgehend ungeschriebenes Recht. In der frühen Republik wurde das Zwölftafelgesetz als erste und einzige Kodifikation geschaffen. In der Spätantike folgte noch die Rechtskompilation des Corpus iuris, als Kompilation bezeichnet, weil sie altes Gesetzesmaterial „kodifizierte“. Die Rechtsquellen waren vornehmlich gewohnheits- und sakralrechtlicher Natur. Die Praktiken beruhten auf traditionellem mos maiorum, als auf Gebräuchen die althergebracht und allgemein anerkannt waren und häufiger Anwendung unterlagen. Ein Prinzip der Gewaltenteilung war unbekannt, sodass in allen in Rom über die Jahrhunderte praktizierten Staatsformen die Konstitutionen von Verfassung, Verwaltung und Rechtsprechung weitgehend ineinander „verwoben“ auftraten.
Das altrömische Recht hatte eine bauernstaatliche Verfassung, die durch das Zwölftafel-Zeitalter und die ältere Republik hielt. Nach den punischen Kriegen folgte das vorklassische Zeitalter, das rückwärtsgewandt so bezeichnet wird, weil die heutige Forschung aus der bedeutungsschwersten Epoche heraus argumentiert, der klassischen Zeit. Gleichwohl brachte die Vorklassik ab der jüngeren Republik bemerkenswerte Rechtswissenschaft hervor, intensiv kultiviert während des Prinzipat in der klassischen Zeit. In der Spätantike entwickelten sich gegenläufige Tendenzen. Aufgrund seines hohen wissenschaftlichen Anspruchs überforderte das klassische Recht die nunmehr deutlich weniger gut ausgebildeten Juristen, sodass es zunehmend bei Anwendern und Rechtschaffenden in Vergessenheit geriet. Recht musste aus Gründen seiner Funktionsfähigkeit vereinfacht werden und es entstand das (postdiokletianische) Vulgarrecht. Da es an die Traditionen des klassischen Rechts anschloss, wird es auch als nachklassisches Recht bezeichnet. Soweit Vulgarrecht im Westen des Reiches bis ins Mittelalter prägend blieb, konnte es im Osten überwunden werden, denn dort setzte eine Art der klassizistischen Renaissance ein. Die Rückbesinnung auf die alten Klassiker gipfelte in den iustinianischen Kompilationen.
Normiert wurde ursprünglich in leges, seit der hortensischen Gesetzgebung auch in Volksgesetzen, die als plebiscita bezeichnet wurden und den Komitialgesetzen gleichstanden. Als die Volksgesetzgebung in der Zeit des Prinzipats unterging, erlangten die Senatskonsulte Konjunktur. Es wird angenommen, dass die Volksgesetzgebung im Bereich (erbrechtlichen) Vindikationsschutzes durch Centumviralgerichte fortwirkte. Unter den Antoninen verloren Senatskonsulte ihre Kraft dann wieder und erlitten das Schicksal, zu bloßen kaiserlichen Reden zu degenerieren. An ihrer Statt entfalteten sich die Wirkungen der Kaiserkonstitutionen, schlussendlich prägten sie die Gesetzgebung allein.

### Überlieferungen zur Königserhebung

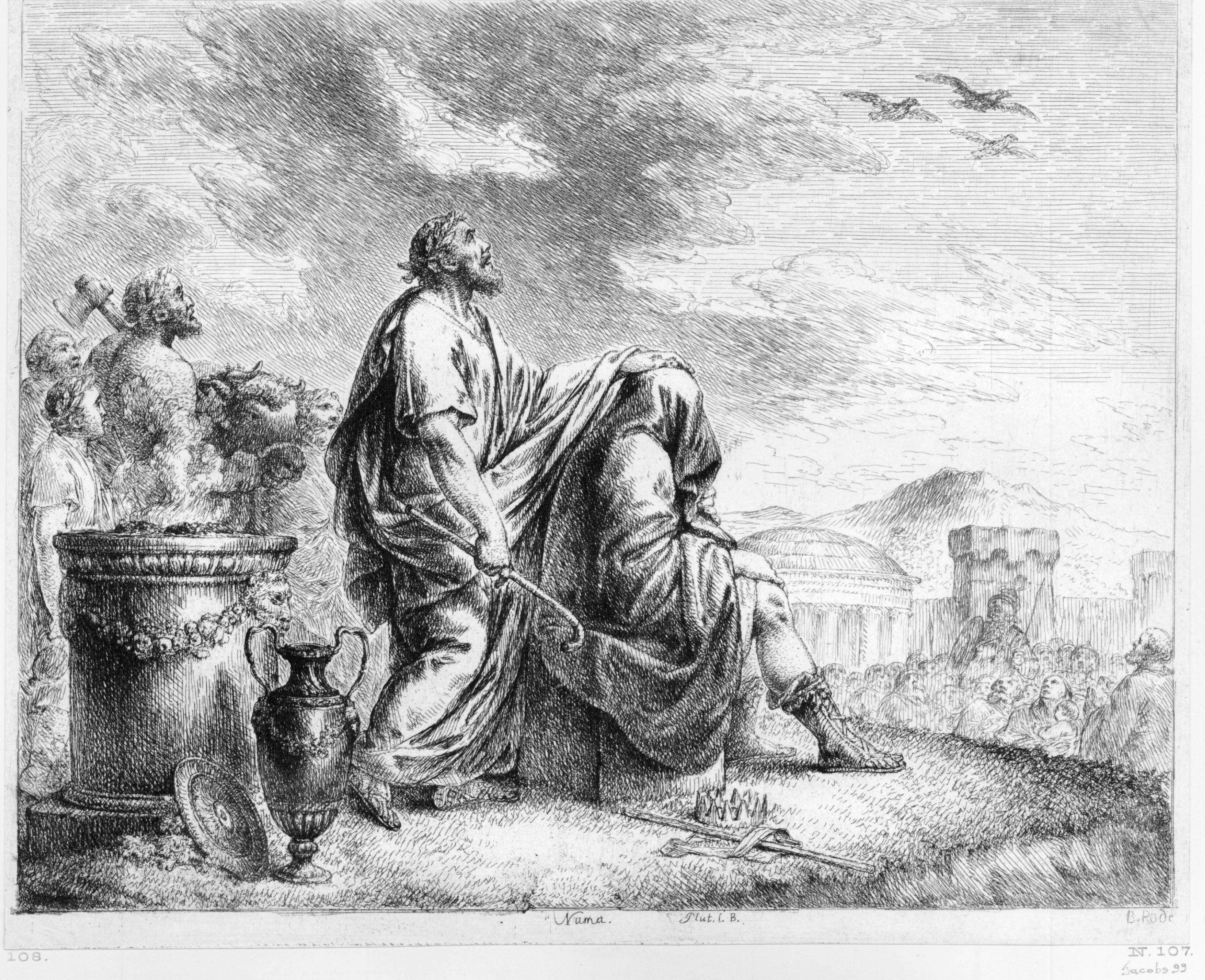
Ein Augur erklärt Numa Pompilius nach dem Orakel des Vogelfluges zum glücklichen König (Bernhard Rode 1769).

## Die Verfassung der Römischen Republik

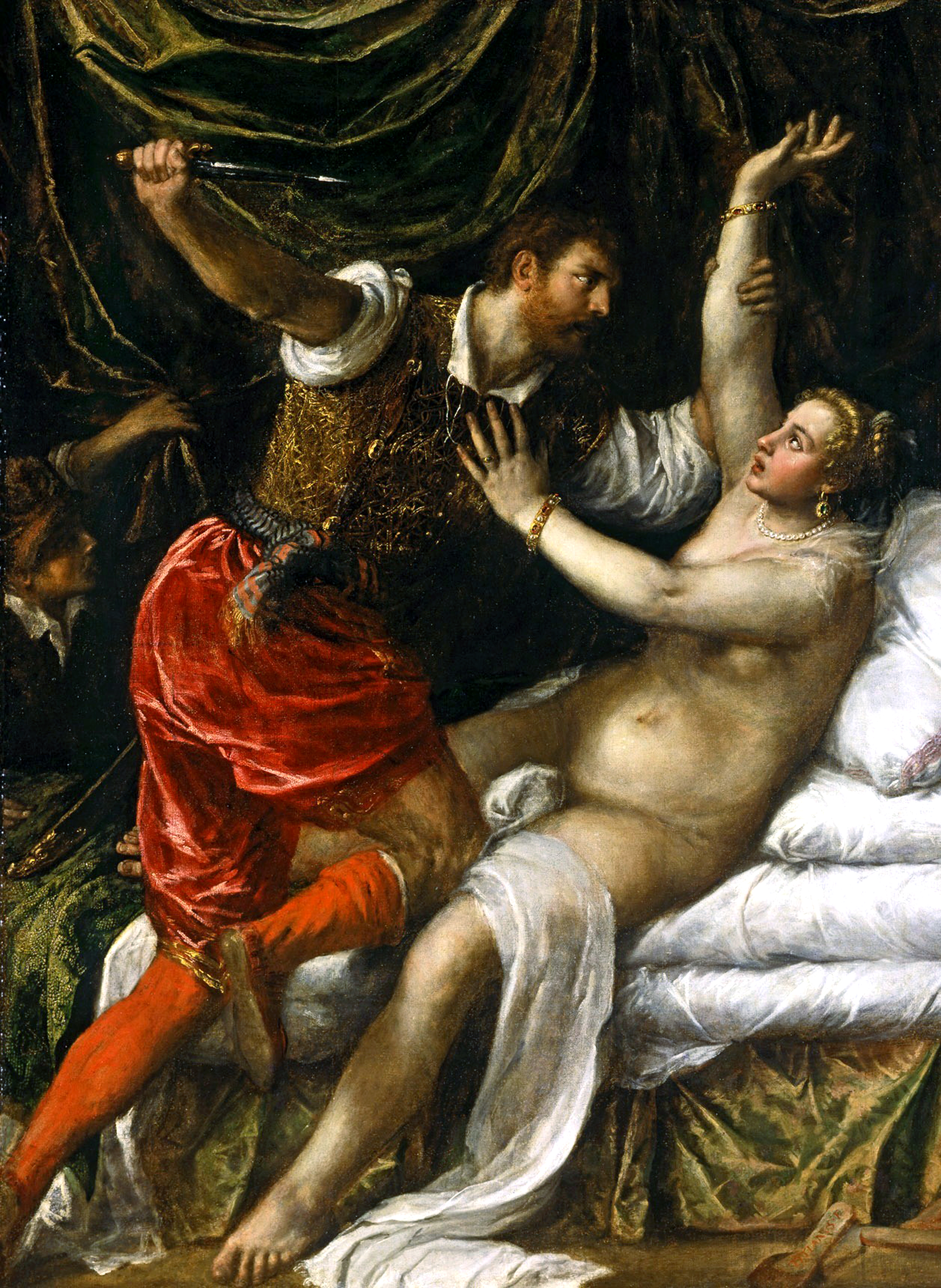
Die Vergewaltigung der Lucretia; Gemälde von Tizian, 1571

### Allgemeine Rechtsentwicklungen

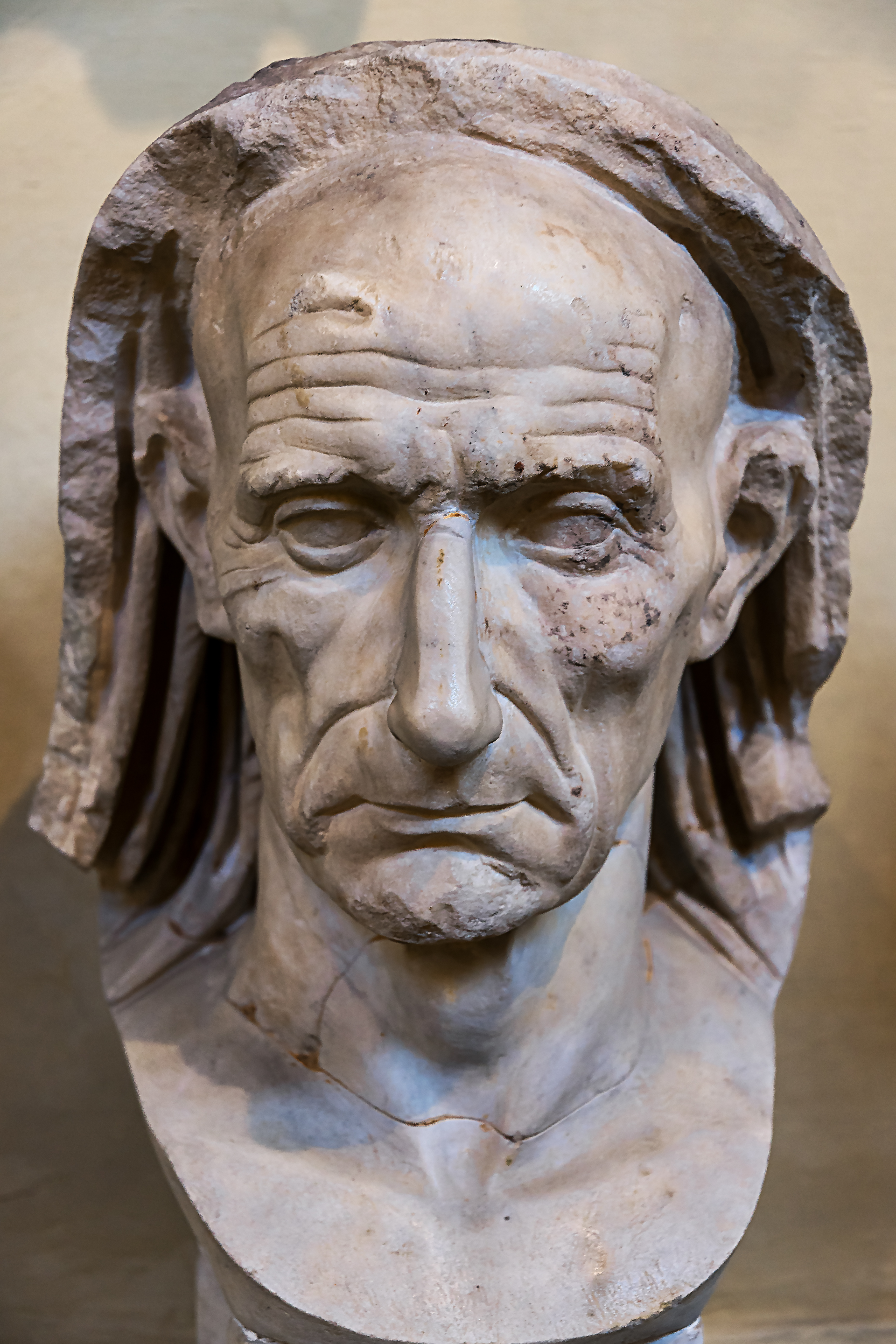
Unbekanntes Porträt aus den Vatikanischen Museen. Das bedeckte Haupt lässt darauf schließen, dass es sich bei dem alten Mann um einen römischen Priester bei der Durchführung eines Rituals handeln könnte. Die Gestaltungsmerkmale sind typisch für die spätrepublikanische Kunst der zweiten Hälfte des ersten Jahrhunderts v. Chr. (Inv. 1751)

##### Grundsätzliches

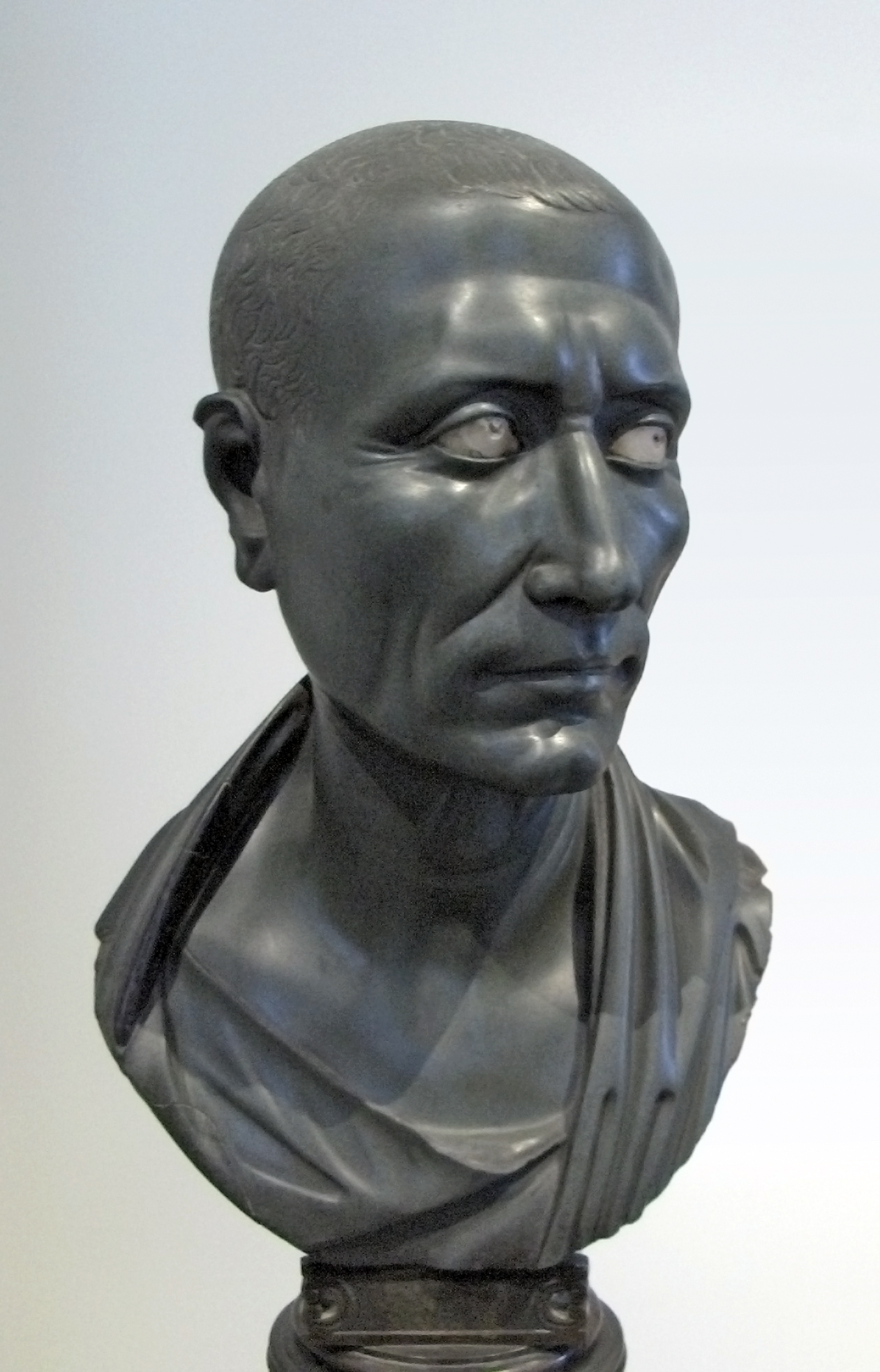
Der spätere Konsul und Diktator Gaius Iulius Caesar (hier eine Büste, sogenannter Grüner Caesar, aus dem 1. Jahrhundert n. Chr.) wurde 62 v. Chr. zum Prätor gewählt. Als Proprätor diente er in Hispania Ulterior.

## Die Verfassung der Königszeit